# Baronia de Perpinyà
La baronia de Perpinyà és un títol nobiliari concedit el 1800 al cavaller de Cervera Francesc de Nuix i de Perpinyà, castlà d'Ivorra i de Pujalt, senyor de Calonge de Segarra i de Ferran.
El darrer i quart titular fou el seu besnet Antoni de Nuix i d'Espona. Després de la seva defunció el 1910, els hereus no van renovar el títol i el títol va quedar vacant.
El 2010, el rei Joan Carles I va atorgar-lo de nou a Roser Rahola d'Espona, presidenta de l'Editorial Vicens Vives, vídua de l'historiador Jaume Vicens Vives i descendent del primer baró, encara que no de forma directa. El seu fill, Pere Vicens Rahola, és l'actual titular des del 2020.

## Barons de Perpinyà
|                                | Titular                           | Període               |
| Creació per Carles IV          | Creació per Carles IV             | Creació per Carles IV |
| ------------------------------ | --------------------------------- | --------------------- |
| I                              | Francesc de Nuix i de Perpinyà    | 1800-1809             |
| II                             | Lluís Maria de Nuix i de Ponsic   | 1810-1848             |
| III                            | Joaquim Maria de Nuix i de Ferrer | 1849-1865             |
| IV                             | Antoni de Nuix i d'Espona         | 1865-1910             |
| Nova creació per Joan Carles I |                                   |                       |
| I                              | Roser Rahola i d'Espona           | 2010-2020             |
| II                             | Pere Vicens Rahola                | 2020-                 |